# Lucien Cordon
Lucien Cordon, né à Saint-Ouen le 26 mai 1899 et mort le 17 septembre 1978 à Paris, est un footballeur français évoluant au poste d'attaquant de la fin des années 1910 au milieu des années 1920. Il remporte à deux reprises la Coupe de France.

## Biographie
Lucien Cordon fait ses débuts en football avec le Red Star Amical Club en 1919. Avec le meilleur club de football français des années 1920, Lucien Cordon remporte à trois reprises la Division d'Honneur Paris.
Il remporte à deux reprises la Coupe de France en 1921-1922 et en 1922-1923. Lors de sa deuxième victoire en Coupe de France, il marque le troisième but de son équipe à la 11e minute.
Le 6 mai 1923, face au FC Cette, le Red Star inscrit quatre buts lors des vingt premières minutes et remporte sa troisième Coupe de France consécutive, la deuxième pour Cordon.
Il est convoqué en équipe de France A (sans entrer en jeu) pour le match France – Autriche de 1925.

## Palmarès
- Division d'Honneur Paris :

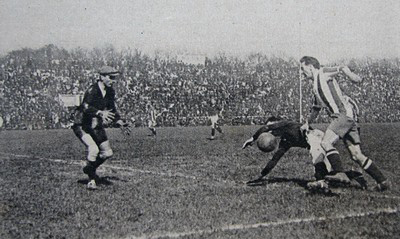
Finale de la Coupe de France 1922 dans laquelle Cordon joue.

  - Champion en 1921, 1922 et 1924 avec le Red Star Amical Club
- Coupe de France : 
  - Vainqueur en 1922 et en 1923 avec le Red Star Amical Club